# Palacio del Buen Retiro

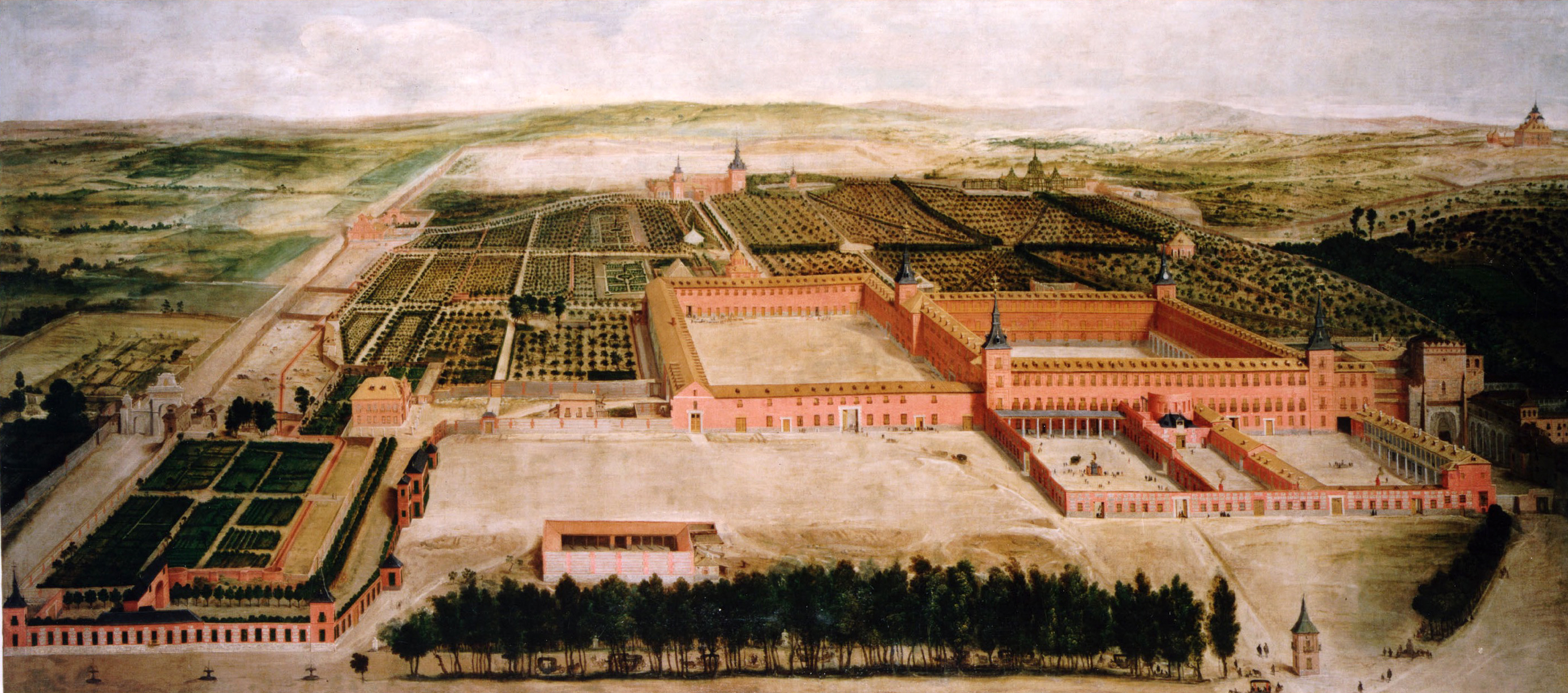
El Buen Retiro en 1637, atribuido a Jusepe Leonardo.

El palacio del Buen Retiro de Madrid fue un conjunto arquitectónico de grandes dimensiones diseñado por el arquitecto Alonso Carbonel (h. 1590-1660) y construido por orden de Felipe IV en la década de 1630 como segunda residencia y lugar de recreo (de ahí su nombre). Se edificó en lo que entonces era el límite oriental de la ciudad de Madrid.
El palacio sirvió como residencia de recreo de Felipe IV y Carlos II. Los primeros soberanos españoles de la Casa de Borbón, Felipe V y Fernando VI, lo usaron como residencia oficial tras el incendio del Real Alcázar en 1734. Sin embargo, tras la inauguración del Palacio Real en 1764, fue perdiendo importancia bajo los reinados de Carlos III y Carlos IV. Seriamente dañado durante la guerra de Independencia, parte del complejo palaciego fue demolido en tiempos de Fernando VII, el resto (a excepción del Casón y del Salón de Reinos) fue derribado en 1868 por orden del Gobierno provisional.
Paradójicamente, en la actualidad, los vestigios más conocidos del real sitio son sus antiguos jardines, que, muy transformados, hoy conforman el parque del Retiro.

## Historia

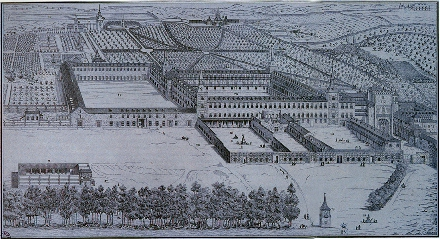
El Palacio del Buen Retiro en 1636-1637; dibujo del.

### SigloXVII

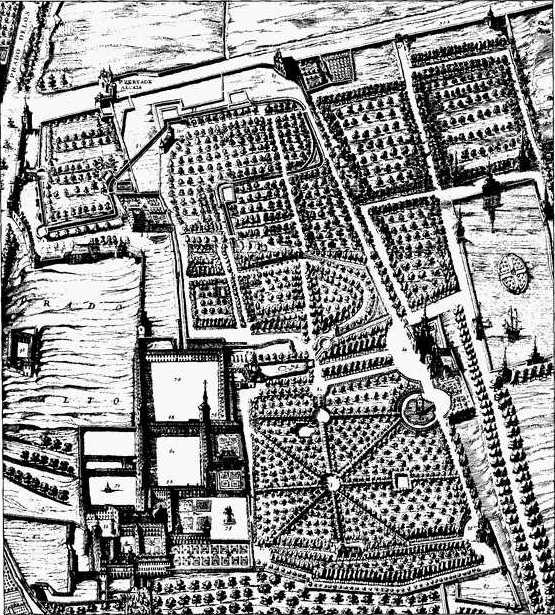
El complejo del palacio y los jardines del Buen Retiro. Fragmento del plano de Madrid de Pedro Teixeira (1656).

Felipe IV tenía costumbre de hospedarse en ocasiones en unos aposentos anexos al convento de San Jerónimo «el Real» (cerca del actual Museo del Prado) que recibían el nombre de Cuarto Real. La razón de este hecho se puede encontrar en que el llamado Rey Planeta encontraba especialmente placentero dar paseos por la finca anexa, propiedad de su valido, el Conde-Duque de Olivares.
Olivares, con intención de agradar al monarca, proyecta en 1629 y comienza en 1630 la construcción de una serie de gabinetes y pabellones como extensión del Cuarto Real, que acabarán conformando el Palacio del Buen Retiro. La edificación del palacio no fue algo proyectado desde un inicio, sino que se extendió a lo largo de siete años, hasta 1640, en los que se fueron añadiendo anexos de manera sucesiva. Una vez estuvo terminado, el palacio constaba de más de 20 edificaciones y dos grandes plazas abiertas que se empleaban para festejos y actos de diversa índole. El conjunto palaciego estaba rodeado de una gran extensión de jardines y estanques, dado el carácter lúdico del mismo. Entre las construcciones se encontraba una de las primeras meridianas solares construidas en España.
El rey solía pasar solo algunos días al año, generalmente en verano, en esta segunda residencia suya, pero aun así se hizo una importante campaña para dotar a este palacio de un nivel artístico y ornamental a la altura del propio Alcázar, la residencia habitual. La escasez de pinturas antiguas en el mercado llevó a encargar extensas series a pintores de Roma y Nápoles, lo que requirió gestiones de embajadores y demás funcionarios al servicio de Felipe IV. Parte de dichos cuadros subsisten en el Museo del Prado; destacan varios paisajes de Claudio de Lorena, Nicolas Poussin y Gaspard Dughet, escenas bíblicas y mitológicas de Massimo Stanzione y numerosos cuadros de la antigua Roma de Giovanni Lanfranco, entre otros autores.
Para el Salón de Reinos (que luego sería sede del Museo del Ejército entre 1841 y 2009) se encargó una serie conmemorativa de triunfos militares españoles, a la cual aportó Velázquez su famoso cuadro Las lanzas. Los restantes cuadros de la serie se deben a artistas tanto consagrados como emergentes, desde Vicente Carducho y Juan Bautista Maíno hasta Zurbarán y Antonio de Pereda, los cuales hubieron de esmerarse para satisfacer un encargo real que alimentaba la rivalidad entre ellos, por lo que estas obras atestiguan muy bien el contexto artístico del Madrid de la época.

### SigloXVIII
El nuevo rey de la Casa de Borbón, Felipe V, llegó a Madrid en 1701 y se instaló en el antiguo y solemne Real Alcázar. Sin embargo, pronto prefirió habitar el Palacio del Buen Retiro, que con su aspecto menos medieval y su cercanía a los jardines seguramente le recordaba a los palacios de Versalles y Marly, donde había pasado su infancia.

#### Los proyectos de Robert de Cotte
No obstante, el palacio distaba mucho de tener la arquitectura barroca francesa de corte clasicista que gustaba al rey. Se decidió entonces pedir consejo al afamado Robert de Cotte, arquitecto jefe de Versalles tras la muerte de Mansart. De Cotte proyectó revestir el viejo palacio con unas nuevas fachadas francesas, mientras Felipe V, por su parte, consideró que sería mejor construir un edificio ex novo.
- primer proyecto: De Cotte planteó un nuevo edificio que seguía el típico esquema de château francés, es decir, con forma de U, una cour d'honneur cerrada por una verja y los amplios jardines a la francesa con parterres en la parte posterior (sur) del nuevo palacio. El proyecto retomaba las soluciones que el arquitecto había pensado para los palacios del elector de Baviera en Schleißheim o para el elector de Colonia en Bonn, asimismo se inspiraba en la rigurosidad clásica con la que François d'Orbay había concebido la fachada sur del Louvre.[3] El saliente central ovalado de la fachada posterior al jardín, elemento típicamente francés, sería retomado más tarde en la edificación de la Residenz del príncipe-obispo de Wurzburgo.

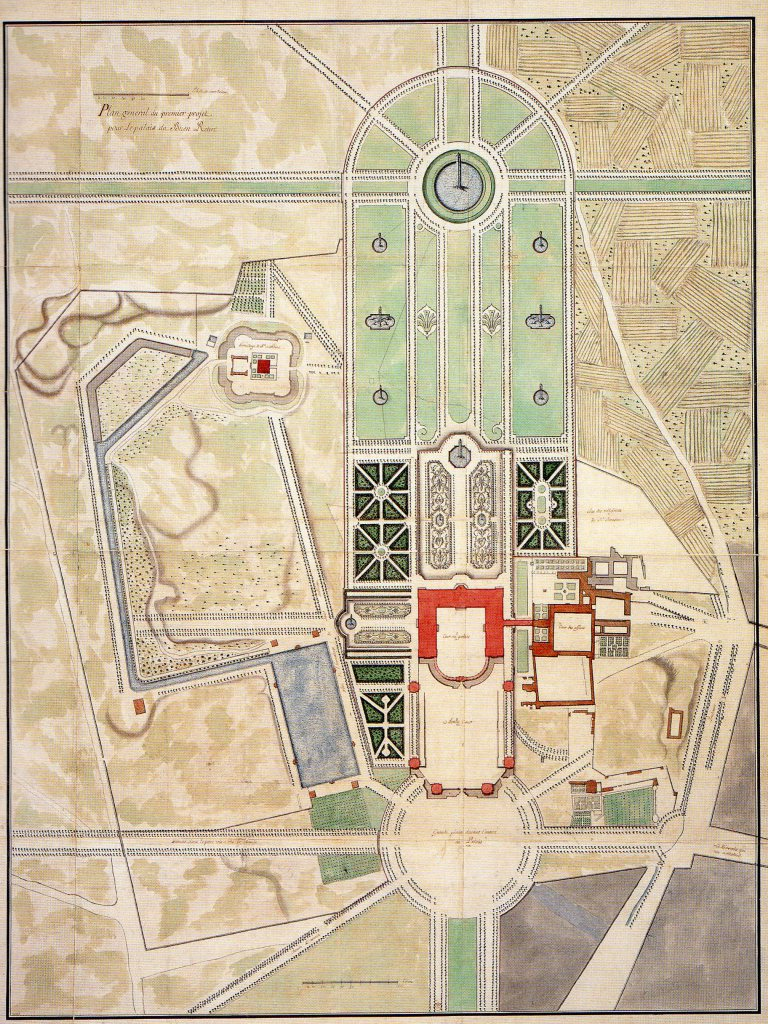
Vista global de primer proyecto.
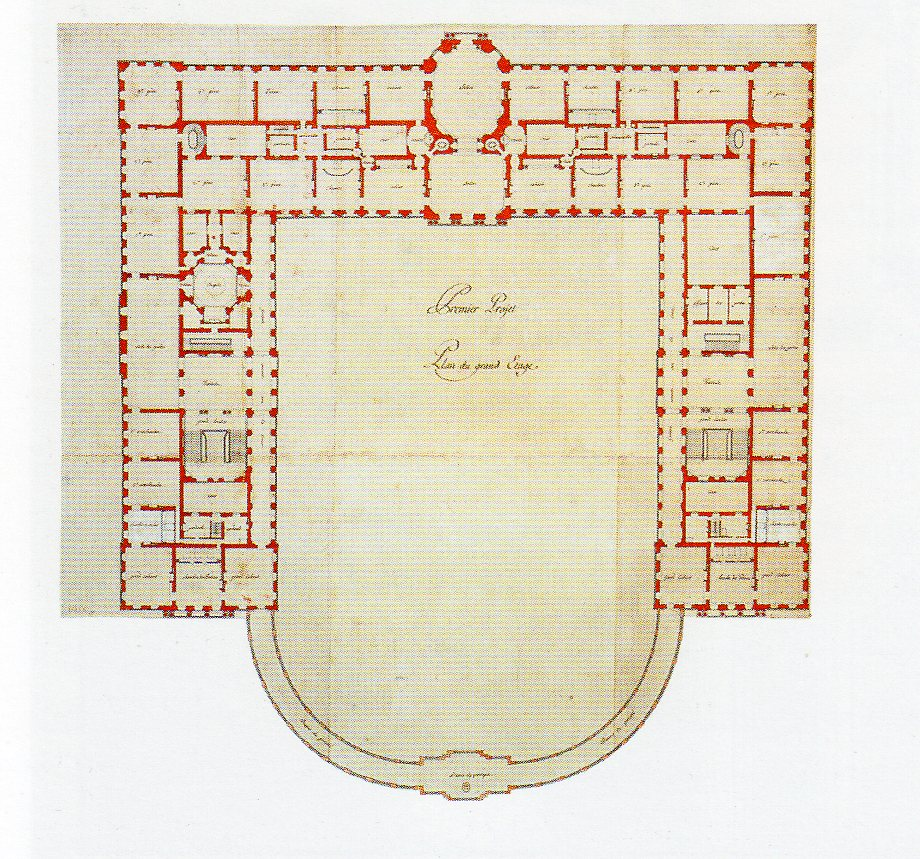
Primera planta del nuevo palacio.
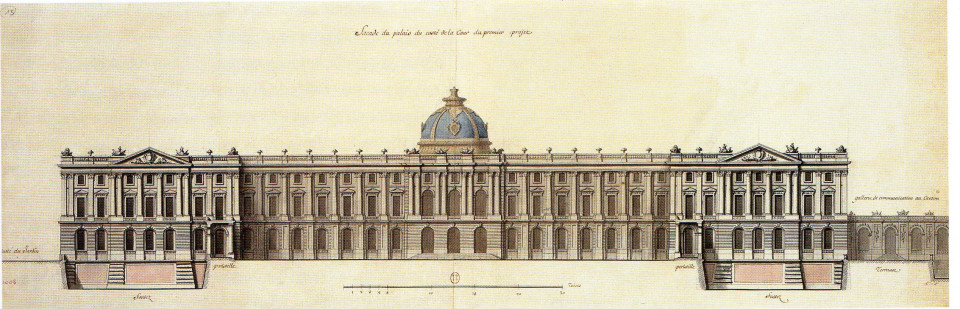
Elevación de la "cour d'honneur"
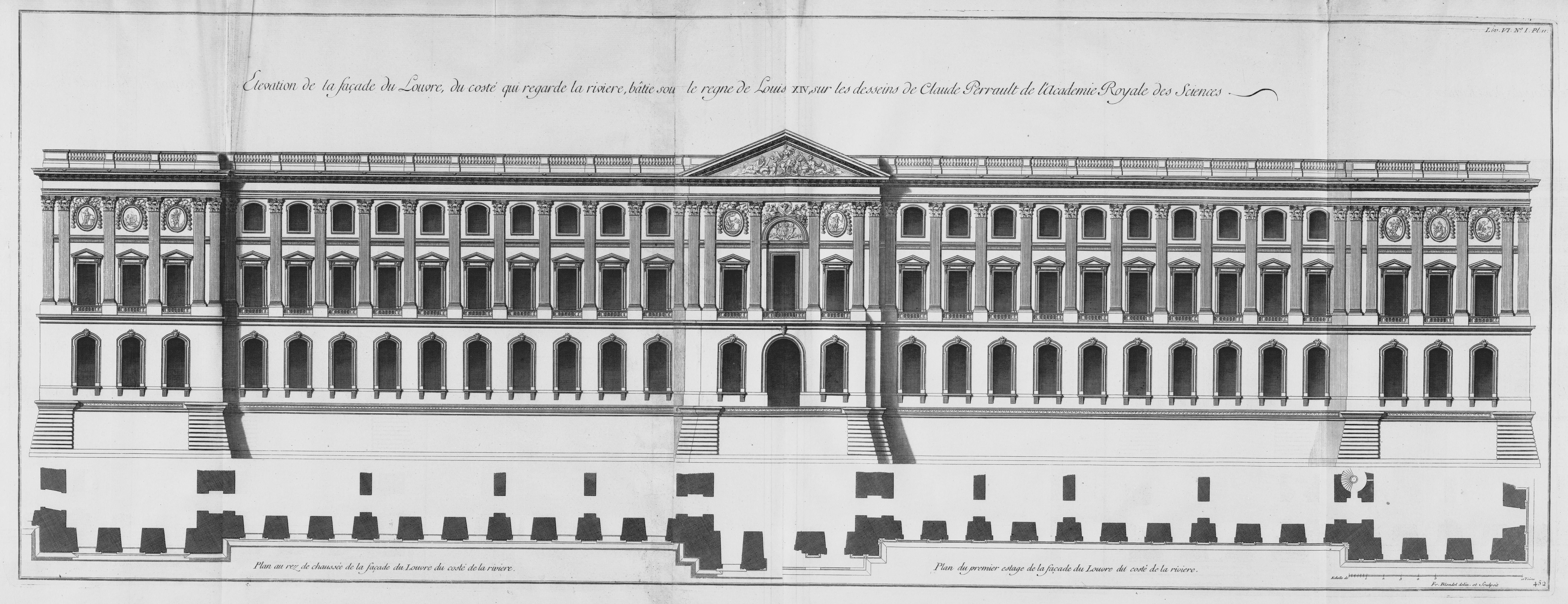
Fachada sur del Louvre, obra de François d'Orbay y Claude Perrault.

- segundo proyecto: en este caso, De Cotte imaginó un edificio con una planta cuadrada centralizada y cerrada, con una gran sala cupulada en el centro que daba acceso a cuatro aposentos distintos, cuatro patios interiores dando luz a las salas centrales. De Cotte siguió en este diseño las varias referencias a plantas centralizadas que había en la arquitectura francesa, dichas plantas ya aparecían en los tratados de Du Cerceau y también habían inspirado en Pavillon Royal de Marly, no obstante la planta de De Cotte seguramente tomara como referencia el proyecto que Nicodemus Tessin había concebido para el Louvre.[3][4] El castillo de Poppelsdorf, obra contemporánea de De Cotte, seguiría, en una versión simplificada, este segundo proyecto para al nuevo palacio del Buen Retiro.[5]

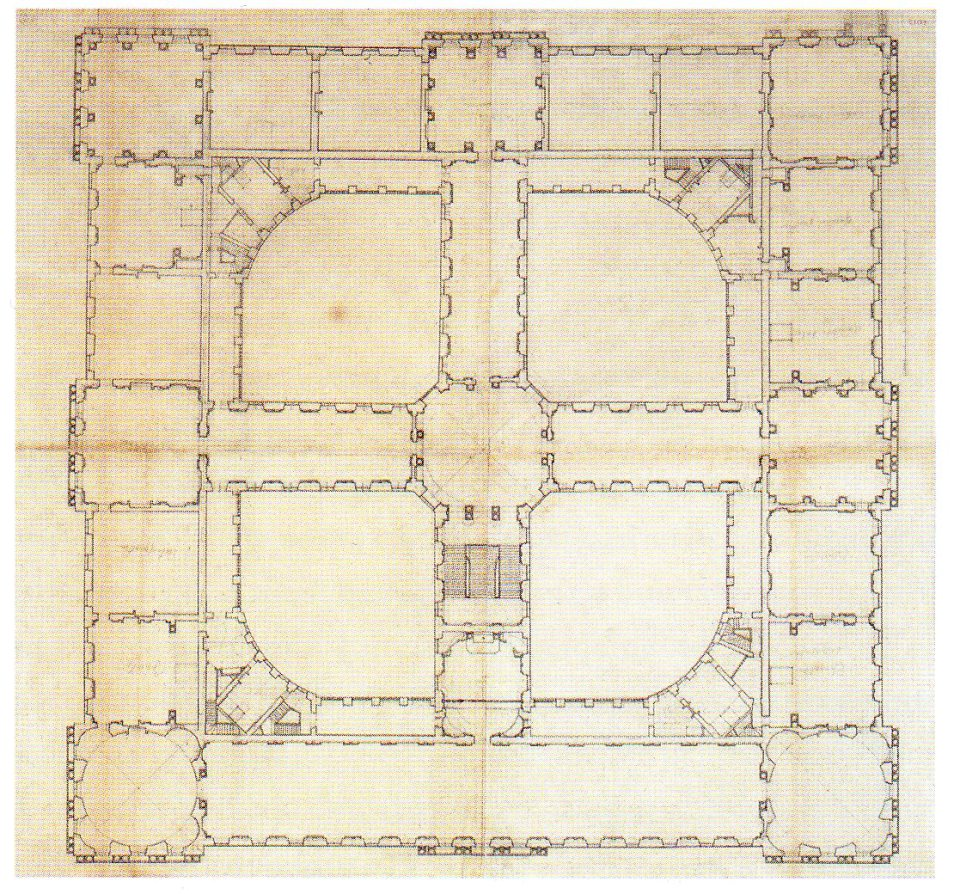
Planta del primer piso del segundo proyecto.
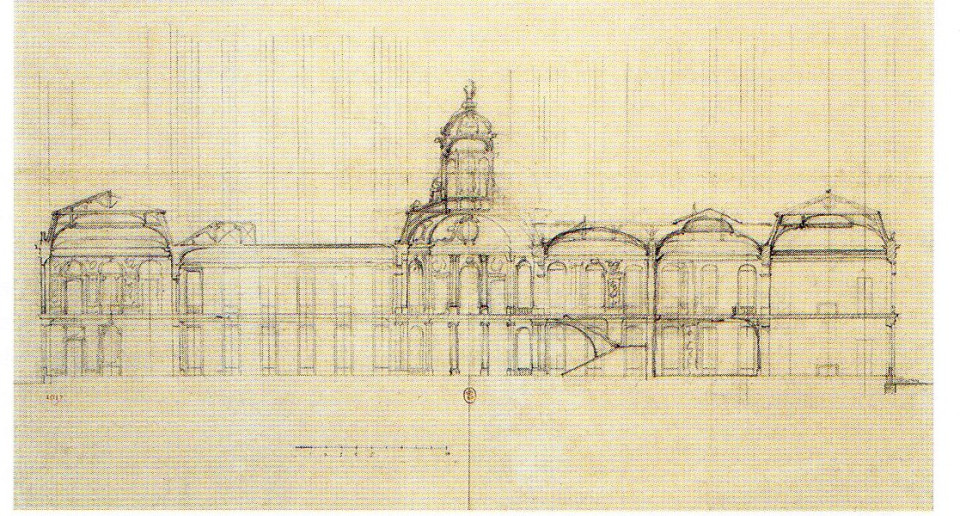
Sección de segundo proyecto.
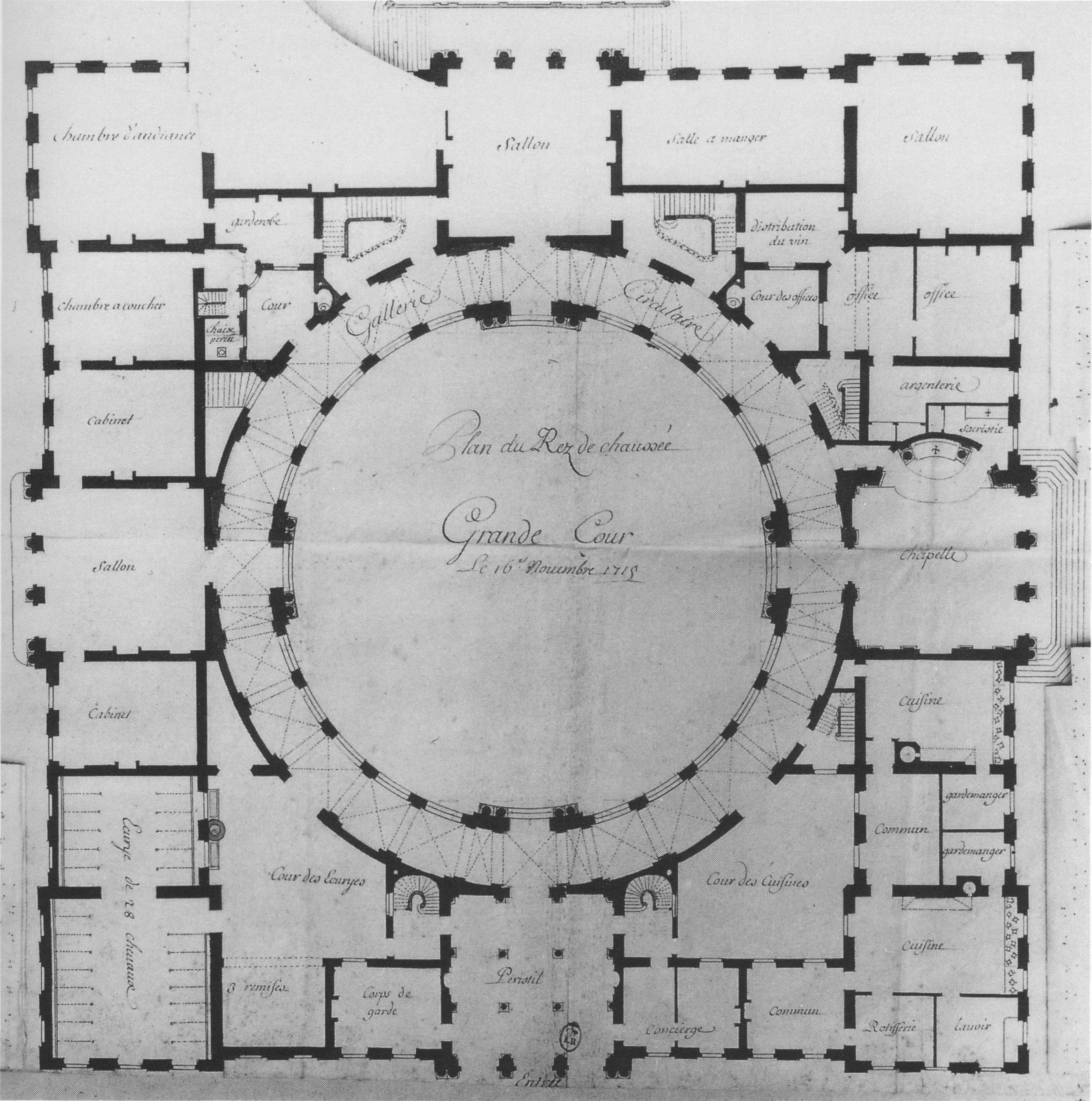
Planta del Castillo de Poppelsdorf.

Ninguno de estos proyectos se llegó a realizar jamás, en parte por el pobre estado de las finanzas reales después de la Guerra de Sucesión Española y en parte porque la llegada de la nueva esposa del soberano, la italiana Isabel de Farnesio, eclipsó la influencia francesa en la corte real.

#### Residencia oficial

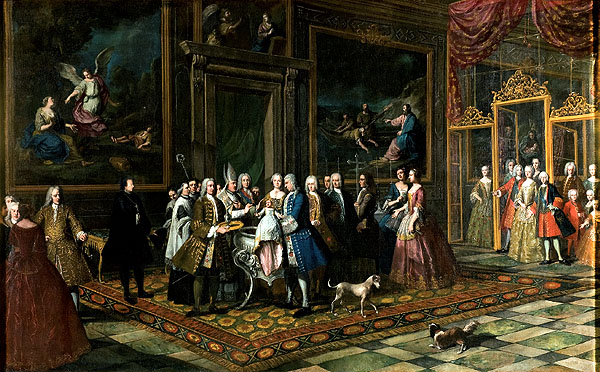
Bautizo de la Infanta Isabel en el Palacio del Buen Retiro. Pintura de Antonio González Ruiz.

Felipe V y su esposa se contentaron con realizar transformaciones y redecoraciones interiores al edificio. La única vista interior del edificio conservada hasta la fecha, la pintura El bautizo de la infanta Isabel de Antonio González Ruiz, nos permite imaginar como habría estado decorado el palacio durante el reinado del primer soberano Borbón.
En vista de las obras de redecoración que también se estaban realizando en el viejo alcázar de los Austrias, parte de la colección fue trasladada al Buen Retiro, cosa que permitió que muchas obras de arte se salvaran del funesto incendio que consumió el Real Alcázar la Nochebuena de 1734.
A partir de entonces, el palacio del Buen Retiro se convirtió en la residencia oficial de los soberanos españoles en la capital. Varias reformas importantes tuvieron lugar entonces.
En 1739, Santiago Bonavia substituyó el antiguo Coliseo de los Austrias por un nuevo teatro "vitruviano" apto para la representación de óperas.

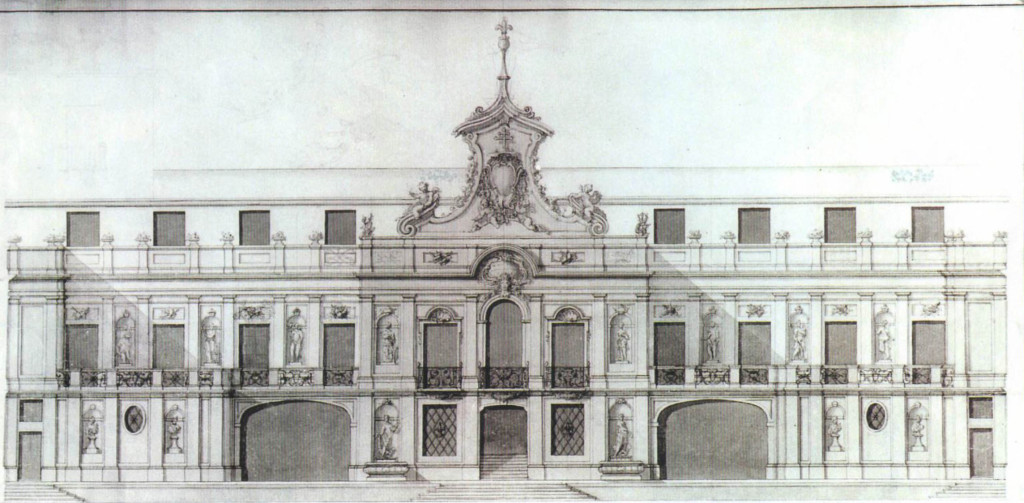
Fachada del "Cuarto del Infante".

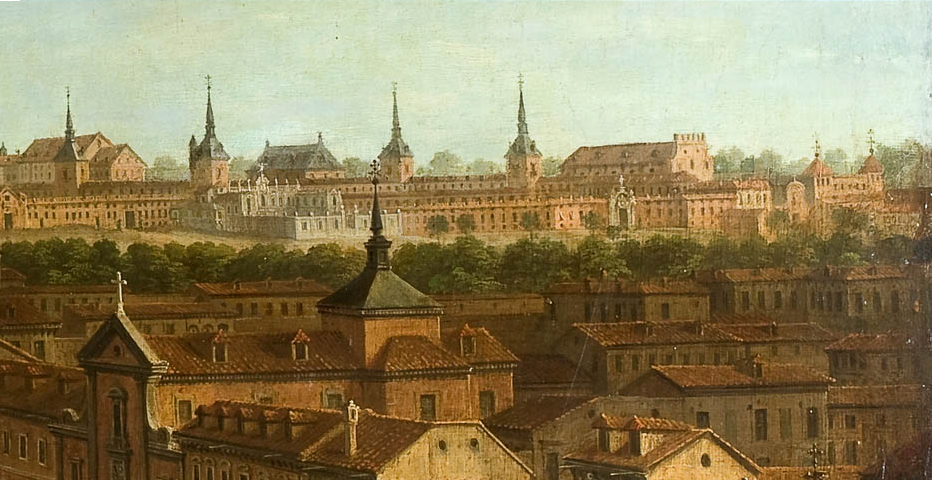
La fachada del Buen Retiro en el cuadro de Antonio Joli.

En 1742, se encargó al arquitecto italiano Vigilio Rabaglio (que luego edificaría el Palacio Real de Riofrío) la edificación de un nuevo "cuarto" para el infante cardenal Luis Antonio. El nuevo edificio anexo al viejo palacio y orientado hacía el Prado de San Jerónimo se abría a un jardín particular con parterres conocido como "Jardín de Francia". Su fachada barroca y blanqueada contrastaba abiertamente con la rigurosa fachada de ladrillo rojizo que caracterizaba todo el palacio. Dicho contraste puede apreciarse en el cuadro "Vista de la calle de Alcalá" (circa 1750) de Antonio Joli.

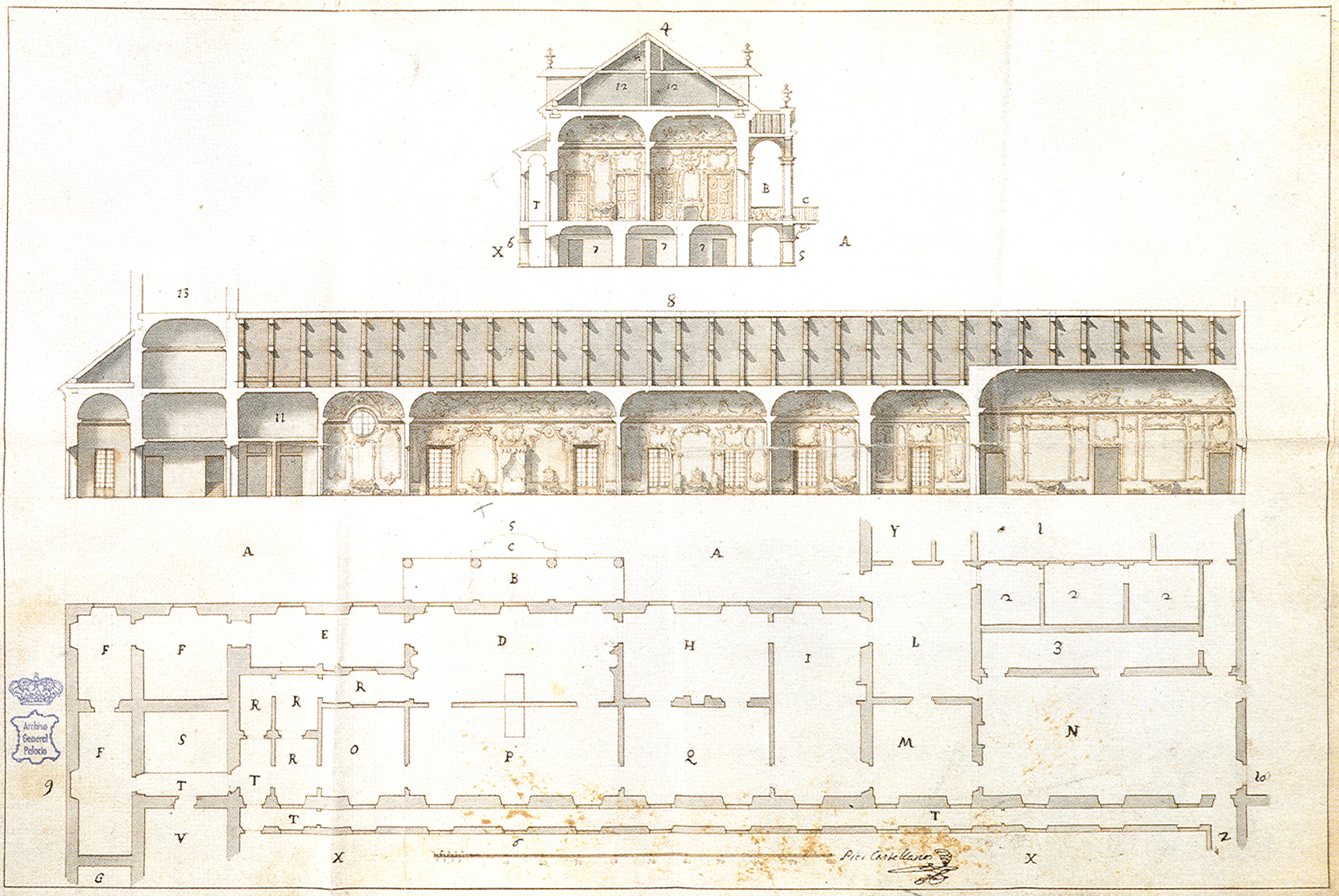
Sección y planta del nuevo "Cuarto de Sus Majestades".

Apenas terminadas la obras en el cuarto del infante Luis Antonio, Felipe V e Isabel de Farnesio decidieron reformar de arriba abajo sus aposentos (el antiguo "cuarto de la Reina"), cosa que obligó a trasladar a los reyes al cuarto del infante, previo desalojo de este. El nuevo proyecto de Bonavia para los aposentos de los reyes preveía, como era tradición en los palacios españoles, una doble hilera de estancias: las orientadas hacia el sur, destinadas a los meses de invierno, y las orientadas al norte, para los meses de verano. Su decoración se inspiraba en el gusto rococó, con una profusión de espejos, consolas y, quizás, boiseries. Del mismo modo, su distribución a base de antecámaras, inmensos dormitorios (cámaras) y gabinetes privados bebía claramente del concepto de appartement francés.

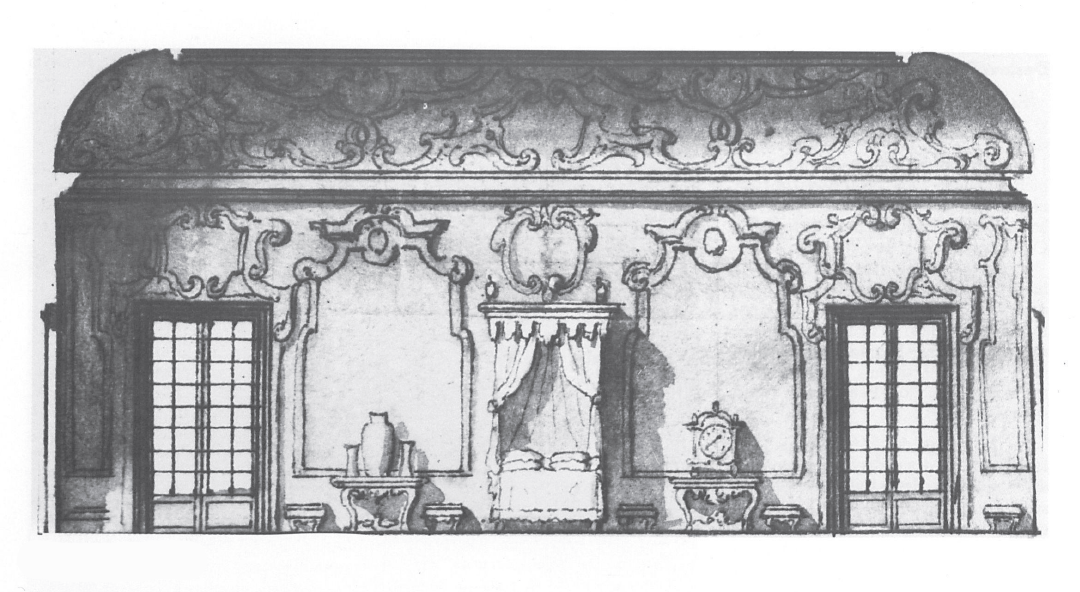
Detalle del dormitorio.

Felipe V no vio, sin embargo, estos nuevos aposentos terminados, pues falleció el 9 de julio de 1746 en el citado "cuarto del Infante", cabe suponer que Fernando VI terminaría las obras de los nuevos aposentos regios y habitaría en ellos hasta poco antes de su muerte en 1759.

#### Declive
La llegada al trono de Carlos III supuso el inicio del fin de Buen Retiro como residencia real. El soberano habitó el palacio desde su entrada a Madrid en 1759 hasta su traslado al Palacio Real Nuevo en 1764. No parece, sin embargo, que al monarca le gustara demasiado el Buen Retiro: en cinco años, Carlos III apenas residió en el palacio poco más de dos meses, prefiriendo habitar los distintos reales sitios situados alrededor de Madrid.
El Buen Retiro se fue vaciando entonces paulatinamente de sus funciones cortesanas y, en 1766, a raíz del Motín de Esquilache, pasó a funcionar como cuartel de los regimientos de Aragón y de los Suizos de Reding. Las tropas no abandonarían el palacio hasta 1787.

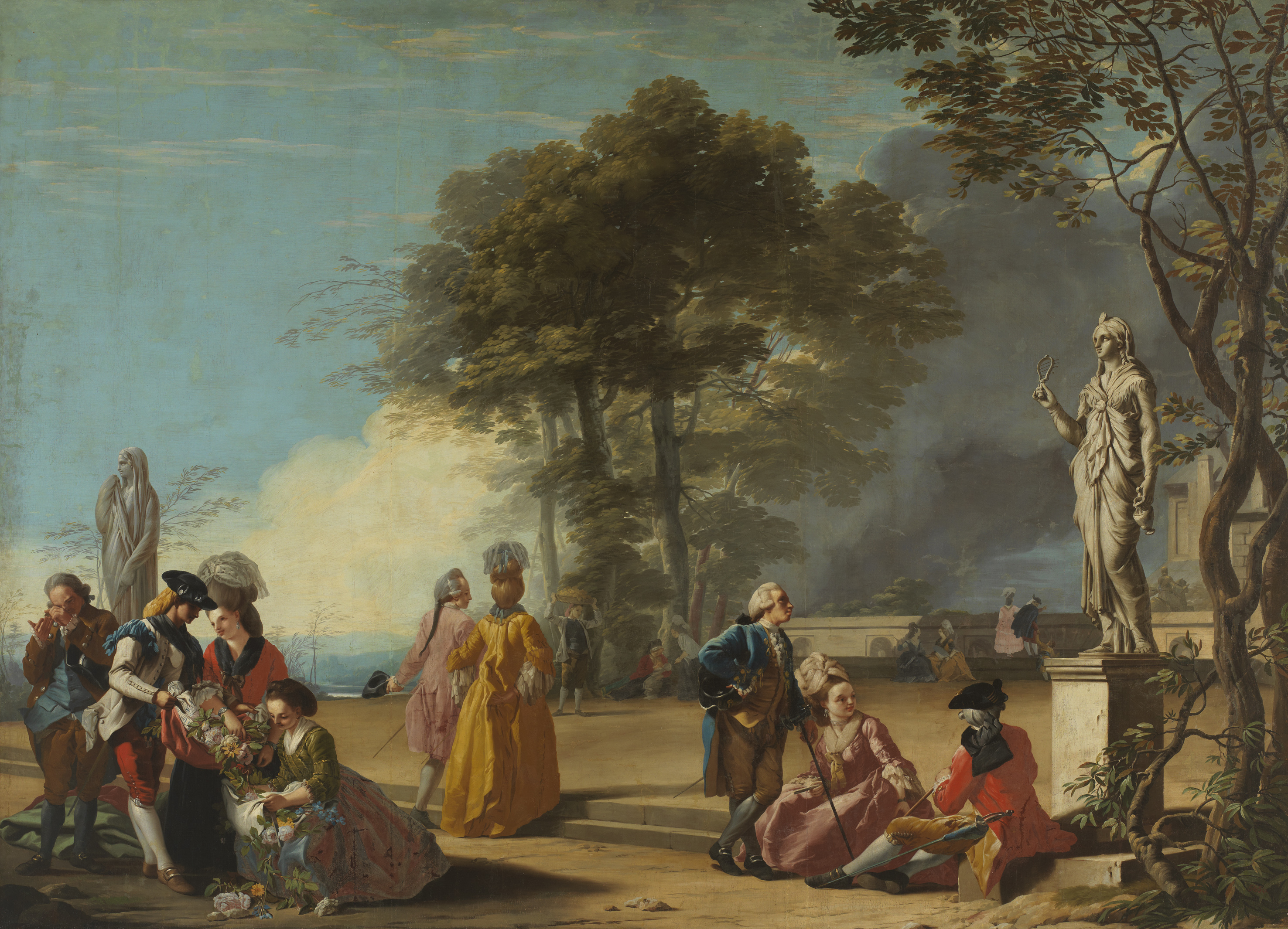
El parque del Retiro con paseantes (1779), de José del Castillo.

En 1767, los jardines del Buen Retiro se abrieron por primera vez a los ciudadanos, convirtiéndose en uno de los lugares de esparcimiento favorito de los madrileños, pero también en un importante foco de prostitución.
Tras la partida de las tropas en 1787, el arquitecto Juan de Villanueva realizó labores de mantenimiento y consolidación en diversas zonas del palacio. En esa época, el palacio se había convertido en el gran depósito de las obras de arte de la colección real; del Buen Retiro partían (o llegaban) distintos cuadros que eran instalados en otros reales sitios en función de los gustos del soberano y de la familia real. En 1789, en el inventario realizado tras la muerte de Carlos III, se contabilizaron un total de 1383 obras.
Paralelamente al declive el viejo palacio, sin embargo, importantes transformaciones habían tenido lugar en sus alrededores con la creación del llamado "Salón del Prado" y la fundación de varias instituciones científicas como el Real Jardín Botánico (1781), el Real Gabinete de Historia Natural (1785, actual Museo del Prado) o el Real Observatorio (1790). El mismo palacio había empezado a acoger, de hecho, el Real Gabinete de Máquinas en 1792 o el Cuerpo de Ingenieros Cosmógrafos en 1796.

### SigloXIX
A principios del siglo XIX, el palacio del Buen Retiro (como muchas otras residencias reales europeas desocupadas) podía ser visitado previo pago, la visita solía hacerla el propio personal del edificio. Varios viajeros pudieron visitar el Buen Retiro en la postrimerías del Antiguo Régimen. En 1803, Lady Elizabeth Holland escribió:
"el palacio carece de magnificencia tanto por fuera como por dentro; las estancias reales no están amuebladas. Tan sólo quedan unas pocas y excelentes pinturas"
Dos años después, los profesores Moulignier y Ligier recibieron el permiso del rey para visitar el palacio y dibujar y tomar notas que luego se incluyeron en el Voyage pittoresque et historique de l'Espagne (1806-1820) de Alexandre de Laborde.

#### Guerra de Independencia
Cuando las tropas napoleónicas entraron en Madrid en marzo de 1808, Fernando VII tomó disposiciones para que el Buen Retiro se convirtiera en cuartel general francés y en la residencia del general Murat, este, sin embargo, prefirió la comodidad de la antigua residencia de Manuel de Godoy.
No obstante, las tropas sí que se instalaron en el Buen Retiro y, por insistencia de Napoléon, el general Savary (sustituto de Murat al frente de la tropas) y luego José I empezaron a fortificar el lugar.

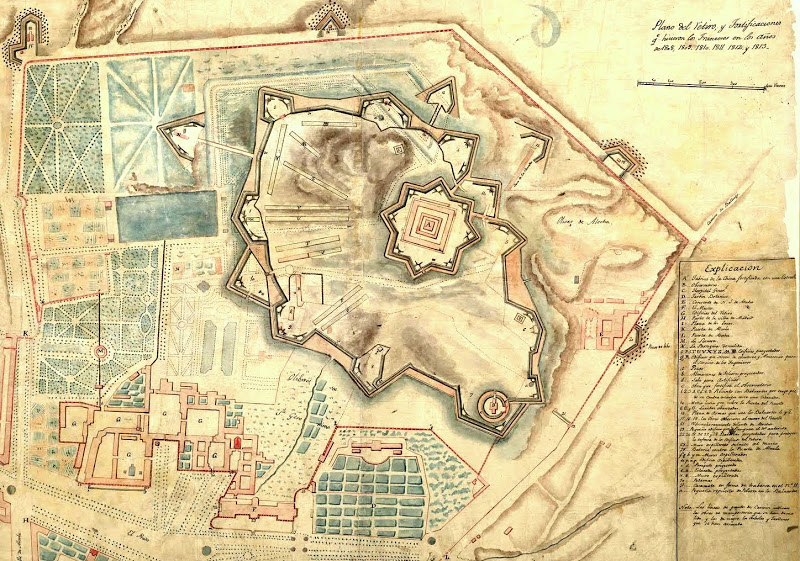
Plano de las fortificaciones francesas en el Buen Retiro.

El Buen Retiro ofrecía varias ventajas: estaba separado el núcleo de población y se encontraba en una posición elevada. Se construyeron tres recintos concéntricos amurallados y con fosos: el primero lo delimitaba el palacio, el Gabinete de Historia Natural y la tapia del jardín; el segundo tenía forma de cuña y se situaba detrás del palacio y el último, un fortín en forma de estrella rodeaba la Fábrica de Porcelana en la cima de la colina.
Después de su derrota en la batalla de los Arapiles, las tropas napoleónicas empezaron a abandonar la capital, aunque un importante contingente permaneció acantonado en el Buen Retiro. El 12 de agosto de 1812, el general Pakenham entró en la ciudad y ordenó bombardear el Retiro. A pesar de las fortificaciones, los franceses ofrecieron poca resistencia y los ingleses tomaron el lugar apresando a 2000 soldados. Acto seguido, el lugar sufrió saqueos y destrozos por parte de las turbas.
En 1812, el Buen Retiro estaba muy deteriorado pero no arrasado: gran parte de los árboles del parque y los jardines ornamentales habían desaparecido, los huertos habían proliferado en todas partes y las fuentes estaban desbaratadas; el palacio presentaba áreas con agujeros y con goteras en los techos, faltaban puertas y la mayoría de las ventanas carecían de cristales, los interiores estaban repletos de suciedad, un molino harinero se había instalado en el interior del Casón y el Salón de Reinos servía de almacén de tinajas de aceite o aguardiente.
La destrucción definitiva del lugar llegó cuando, antes de abandonar Madrid, el general inglés Hill, siguiendo las órdenes de Wellington, dinamitó la fábrica de porcelana y su fortín e incendió los almacenes de víveres situados en el palacio, a pesar de las repetidas exhortaciones del ayuntamiento de Madrid para adquirir dichos alimentos para la población.
A la llegada de Fernando VII a Madrid en 1814, el arquitecto Isidro González Velázquez emitió un informe recomendando conservar el gran patio cuadrado (o "Plaza Grande") del palacio (incluidos el Casón y el Salón de Reinos) y demoler el resto.

#### Demolición

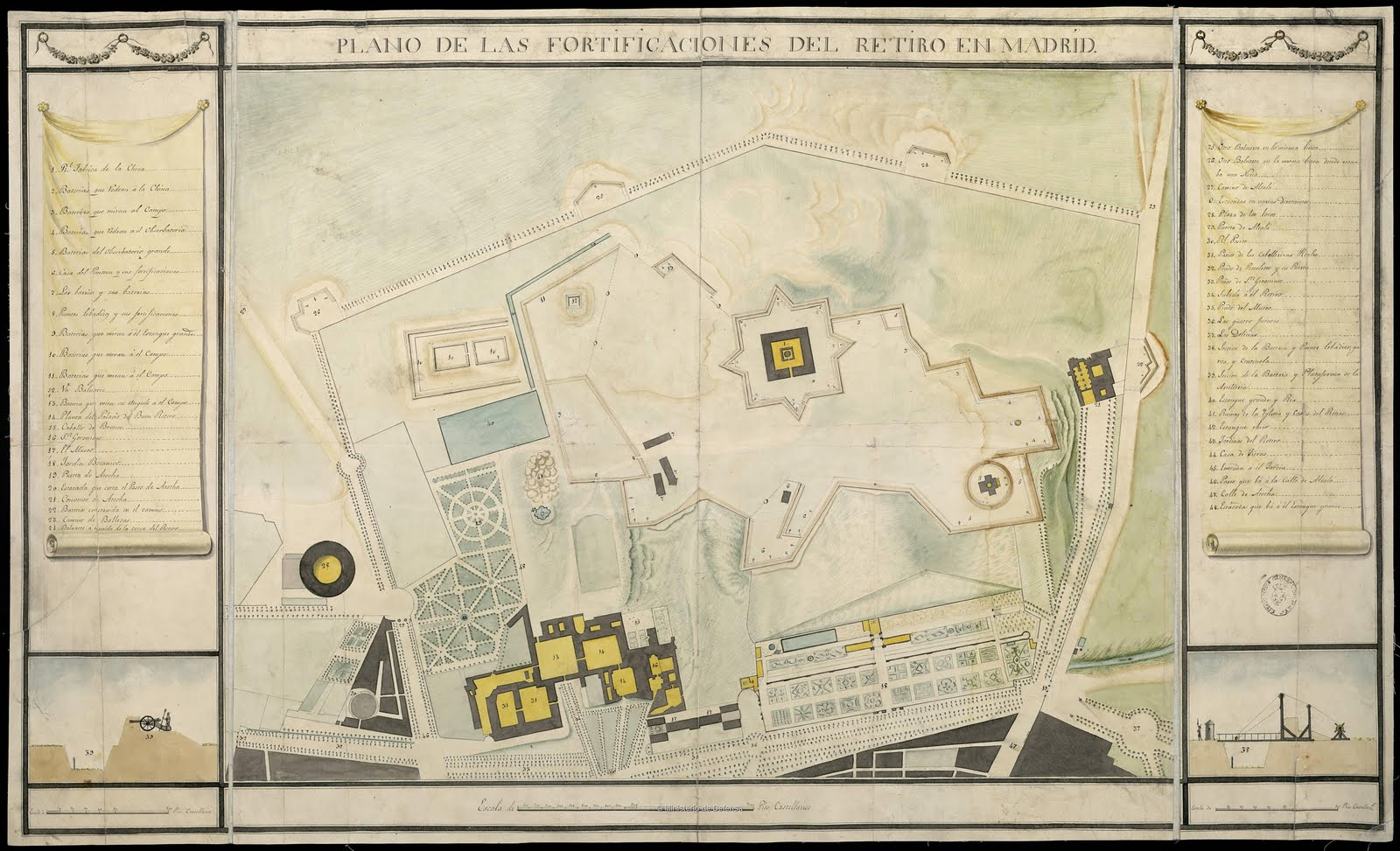
Plano del Buen Retiro después de la Guerra de la Independencia.

Siguiendo las recomendaciones de Isidro González Velázquez, en 1816 se procedió a demoler las partes más afectadas del palacio del Buen Retiro, sin embargo, al estar el Patrimonio de la Corona falto de dinero, no se pudo acometer la restauración de aquellas que se había decidido conservar.
Las demoliciones se alargaron hasta 1819, no obstante, las construcciones supervivientes del patio cuadrado o "Plaza Grande" continuaron deteriorándose hasta que, en 1865, la reina Isabel II decidió vender la parcela del antiguo palacio al Estado. Cuatro años más tarde, el Gobierno provisional empezó a demoler los edificios de la "Plaza Grande" conservándose solo el Casón y el Salón de Reinos, que recibieron unas nuevas fachadas historicistas.
En el lugar del antiguo Palacio del Buen Retiro se erigió el barrio de los Jerónimos, así llamado por la Iglesia de san Jerónimo el Real, antiguo origen del palacio, que también sobrevivió a la demolición.

## El palacio del Buen Retiro, hoy

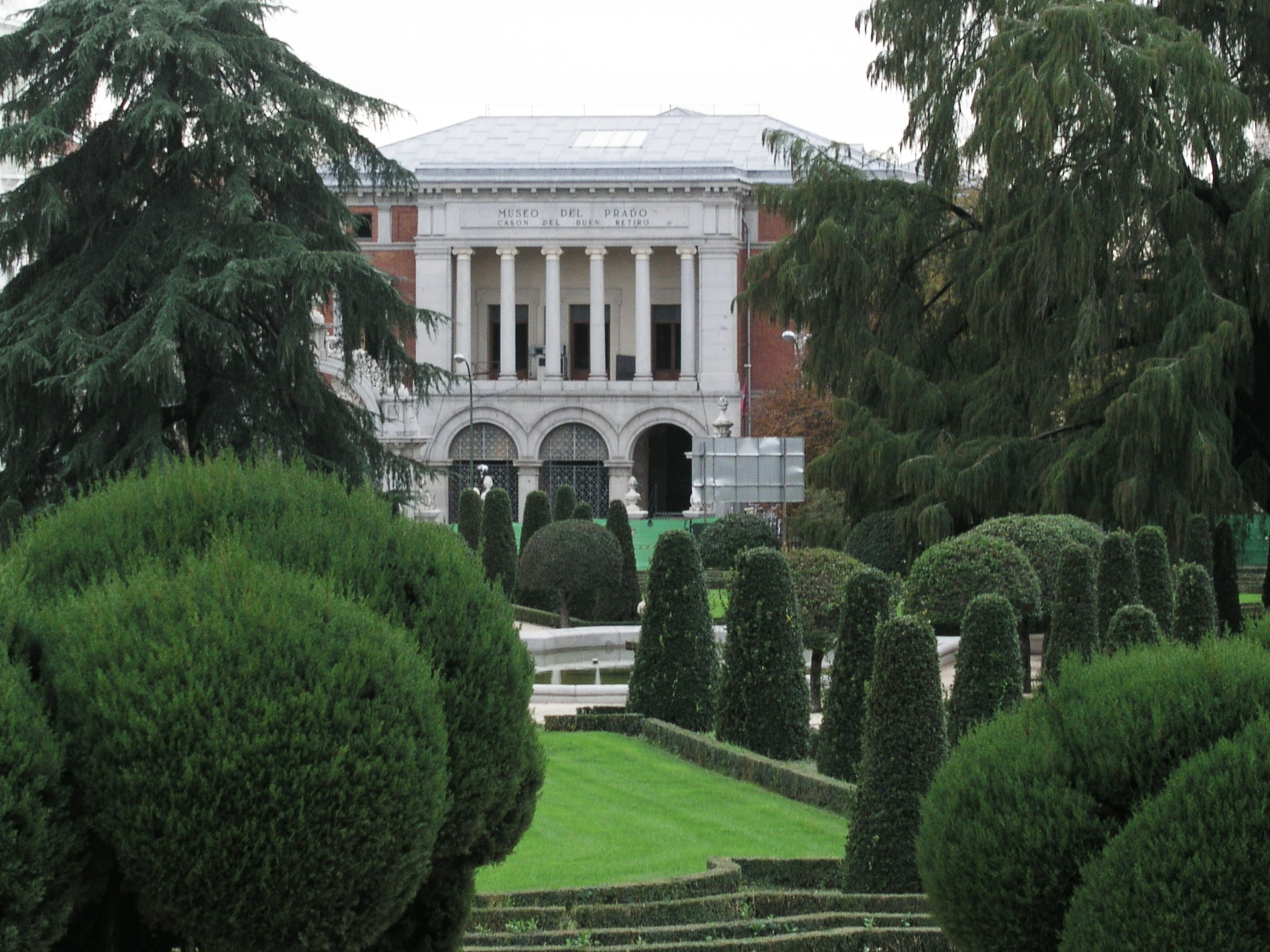
El Casón del Buen Retiro.

Resulta paradójico que el principal remanente de aquel complejo palaciego en la actualidad sea el jardín, si bien el actual Parque del Retiro no tenga ya nada que ver con el trazado y elementos originales del jardín de palacio, además de haber visto reducida su extensión a casi la mitad.

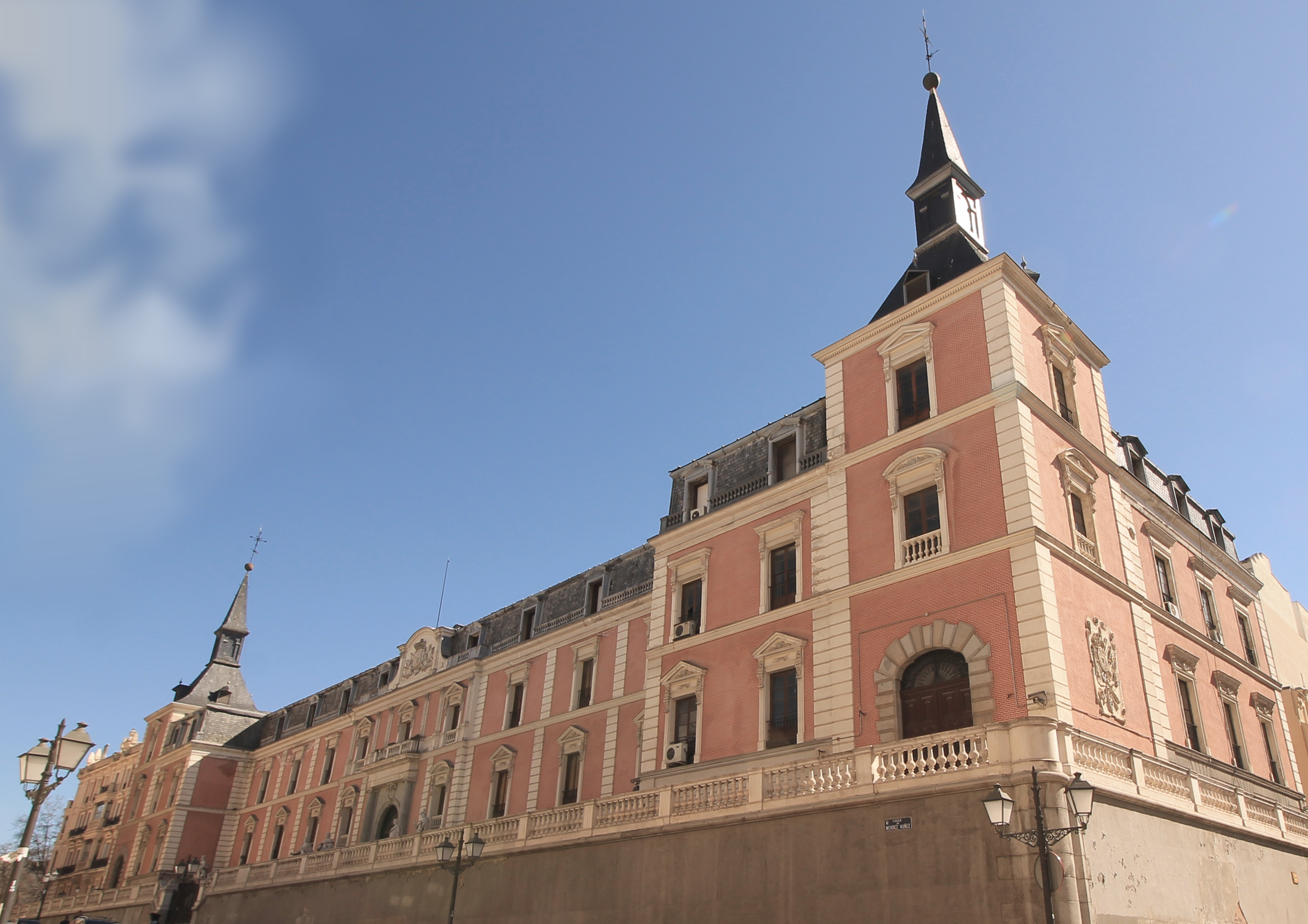
El Salón de Reinos.

Aparte de los jardines, quedan en pie dos partes del palacio, actualmente en proceso de adaptación como futuras sedes complementarias del Museo del Prado:
- El Salón de Reinos (estancia principal de las recepciones del monarca) albergó desde 1847 el Museo de Artillería, luego Museo del Ejército, que se trasladó al Alcázar de Toledo en 2010.[1] Tras el desalojo del museo se barajó recuperar el simbolismo del edificio. En noviembre de 2016, los arquitectos Norman Foster y Carlos Rubio Carvajal ganaron el concurso para la rehabilitación del Salón de Reinos, en su proyecto prevén eliminar parte de la fachada decimonónica para sacar a la luz la vieja fachada de los Austrias; así como añadir una planta más, en voladizo, sobre el antiguo edificio.[22][23][24]
- El Salón de Baile, que hoy se conoce como Casón del Buen Retiro, sirvió de lugar de reunión del Estamento de Próceres en 1834 y, desde 1841, albergó el Real Gabinete de Estudios Topográficos.[1] Desde los años 70 alojó la creciente colección de arte del siglo XIX del Museo del Prado. Tras la ampliación en 2007 de la sede principal del Prado (el llamado "Edificio Villanueva") diseñada por Rafael Moneo,[25] los fondos del s. XIX abandonaron el Casón y este fue reformado y adaptado como Centro de Estudios del museo.

Ambos edificios han sufrido profundas reformas respecto a su diseño original.